# Березовая, Наталья Анатольевна
 Наталья Анатольевна Березовая (род. 20 августа 1973 года, Фрязино, Московская область) — российский режиссёр-мультипликатор, сценарист, художник-аниматор.

## Биография
Родилась в городе Фрязино 20 августа 1973 года, с 1980 по 1988 годы занималась в изостудии Фрязино, с 1988 по 1992 годы в Ивантеевском механико-технологическом техникуме по специальности «Модельер-конструктор изделий из трикотажа», с 1994 по 1996 годы в Лицее анимационной кинематографии № 333. Работала с 1992 по 1994 годы на фабрике «Детская одежда» размножителем лекал, модельером конструктором.
Наталья Березовая работает в рисованой анимации, часть работ сделала в сотрудничестве с Александром Татарским. Принимала участие в создании рекламных роликов, входила в жюри международных фестивалей.
С 1996 по 2003 год — художник-аниматор и режиссёр студии «Аргус», с 2003 года — на студии «Пилот» (сделала несколько фильмов для сериала «Гора Самоцветов»).

## Семья
Замужем, двое детей.

## Общественная позиция
В марте 2014 г. подписала письмо «Мы с Вами!» КиноСоюза в поддержку Украины.

## Фильмография

### Режиссёр
- 1997 — Дети в небе Кёльна
- 1997 — Маргарита
- 1999 — История кота со всеми вытекающими последствиями
- 2000 — Моя жизнь
- 2004 — Про барана и козла («Гора самоцветов»)
- 2006 — Непослушный медвежонок
- 2007 — Гордый мыш
- 2008 — Про Василия Блаженного
- 2012 — Сказ хотанского ковра
- 2014 — Робот Виталий — видеоклип на песню группы «Несчастный случай»
- 2014—2017 — Поросёнок (мультсериал)
- 2015 — Совы нежные
- 2017 — Аниматанго
- 2018—2021 — Фееринки (мультсериал)
- 2024 — Мила (мультсериал)

### Сценарист
- 2004 — Про барана и козла
- 2004 — Зинина прогулка
- 2010 — Салон красоты (мультсериал «Куми-Куми»)
- 2024 — Мила (мультсериал)

## Награды
- 2000 — МКФ «Крок»: приз жюри за лучший детский фильм («История Кота со всеми вытекающими последствиями»)[5]
- 2001 — МКФ «Крок»: приз в категории фильмов для детей («Моя жизнь»)[6]
- 2005 — Приз VII Международного фестиваля «Сказка» за самый смешной фильм («Про барана и козла»)
- 2005 — 3 место конкурса анимации на IX Всероссийском Фестивале Визуальных Искусств во Всероссийском Детском Центре «Орлёнок» («Про барана и козла»)[7]
- 2006 — Специальное упоминание детского жюри 17-го Международного фестиваля анимационных фильмов «Анимафест» (Загреб, Хорватия, июнь 2006)(«Про барана и козла»)[8]
- 2009 — Гран-при в номинации «Анимация» на 13 Фестивале визуальных искусств в «Орлёнке»[9] («Про Василия Блаженного»)
- 2009 — Второе место на VI Международном благотворительном фестивале «Лучезарный ангел»[10] («Про Василия Блаженного»)
- 2009 — Диплом I степени «За оригинальное решение житийной темы» от жюри XIV Международного фестиваля «Радонеж»[11] («Про Василия Блаженного»)
- 2010 — Первое место на VIII Международном фестивале православного кино «Покров»[12] («Про Василия Блаженного»)
- 2013 — Диплом жюри «За яркий художественный образ» ОРФАК в Суздале («Сказ хотанского ковра»)[13]
- 2013 — Приз зрительских симпатий XVI Международного фестиваля анимационных фильмов «Анимаевка» в Могилеве («Сказ хотанского ковра»)[14]
- 2013 — Второе место программы «Премьеры» VII Большого Фестиваля Мультфильмов («Сказ хотанского ковра»)[15]
- 2014 — Приз зрительских симпатий — X Всемирный Фестиваль анимационных фильмов в Варне (Болгария)(Поросёнок-нянька).[16]
- 2014 — Большой Фестиваль Мультфильмов : детское жюри отметило Самый лучший фильм/эпизод сериала — Поросёнок: Нянька и Поросёнок: Картошка.[17]
- 2014 — XII Фестиваль анимационных искусств «Мультивидение» в Санкт-Петербурге — профессиональное жюри: Приз «За самый весёлый фильм» («Поросёнок: Няня»)[18]
- 2018 — Приз за лучший сериал «Фееринки» ОРФАК в Суздале (эпизод «Буря в доме»)